# Amazon Kindle

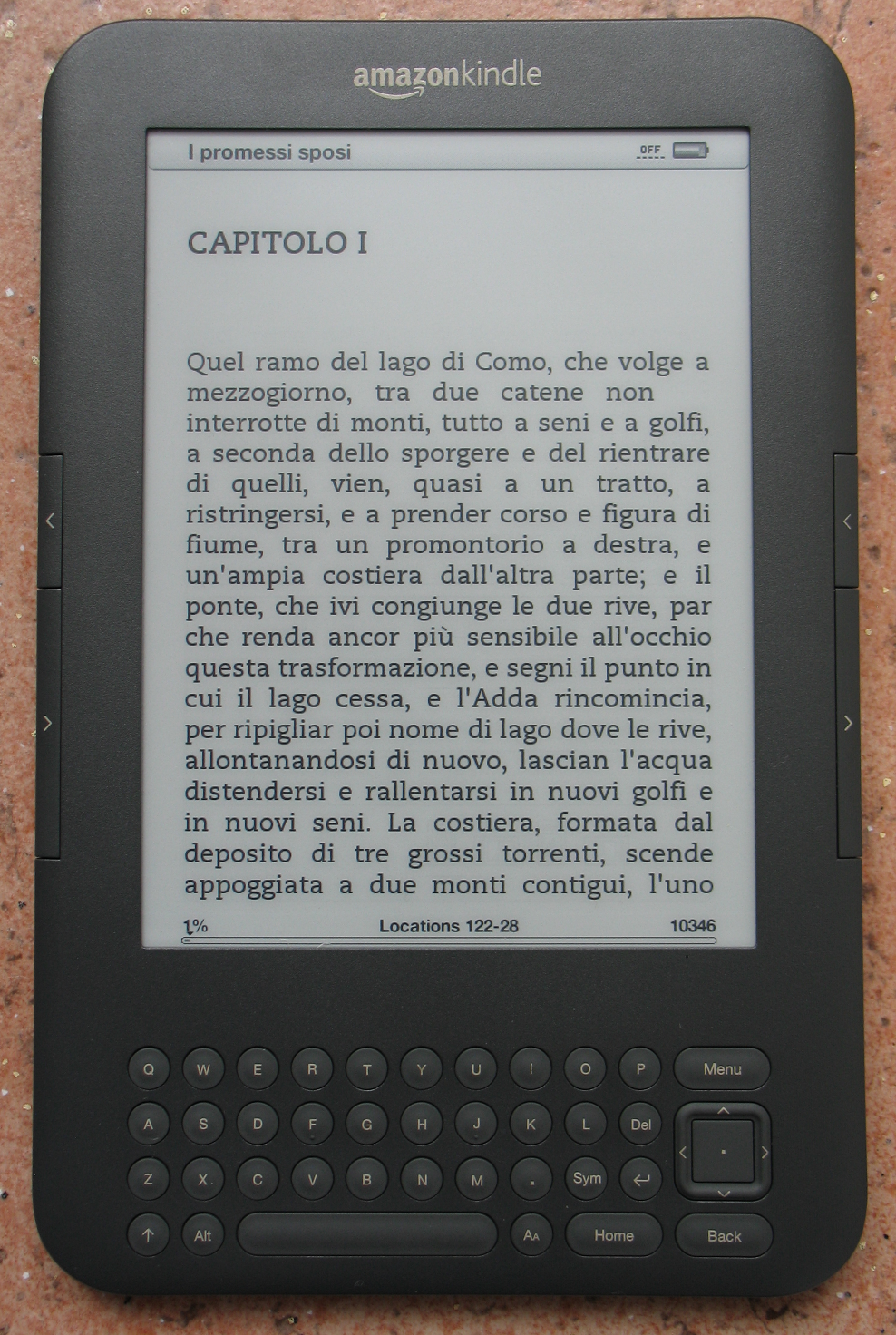
Un lector de llibres electrònics Amazon Kindle 3.

Amazon Kindle és un conjunt de programari i maquinari d'Amazon.com per vendre llibres respectant els drets d'autor. Utilitza tecnologia sense fils per a permetre la compra i descàrrega de llibres electrònics, diaris, revistes, etc. També és possible transferir-hi contingut digital via cable USB. Altres empreses també tenen lectors de llibres digitals, i plataformes de venda de llibres electrònics, com per exemple Sony o Fnac.

## Dispositius amb pantalla de tinta electrònica

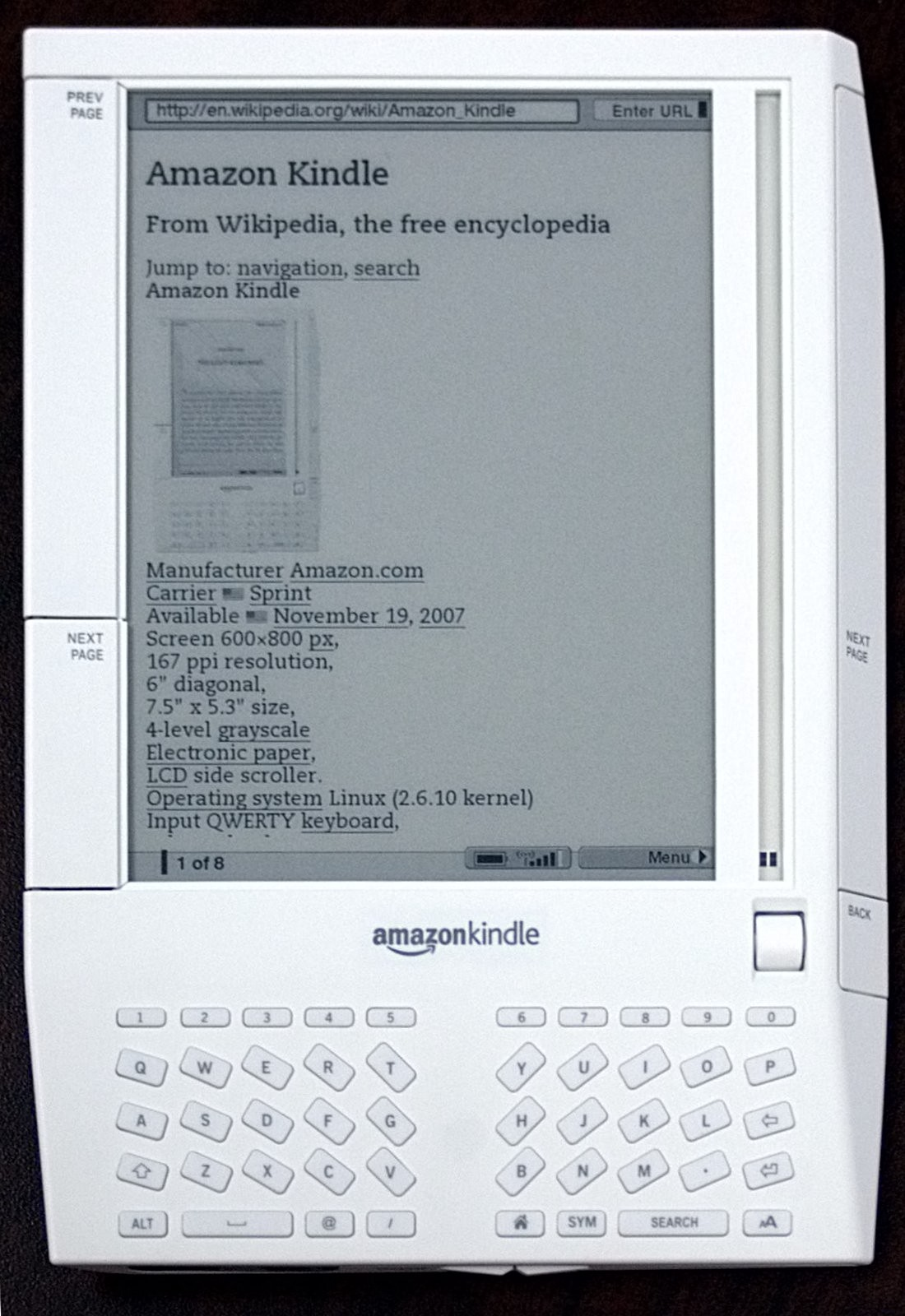
Kindle primera generació

### 2007

#### Kindle. Primera generació
- Data de llançament: 19 novembre 2007
- Pantalla: 6"E-Ink, 600 x 800 píxels, 4 nivells de grisos
- Mida: 19 × 13,5 × 08/01 centímetres
- Pes: Kindle 1: 292 grams
- Memòria interna: 256 MB dels quals queden lliures per a emmagatzematge 180 MB
- Expansió de memòria: Oficialment fins a 4GB SD. Els usuaris reporten que funciona fins a 16 GB SDHC.
- CPU: XScale PXA250 a 400 MHz
- Connectivitat: USB i CDMA
- Formats suportats: AZW, PRC, MOBI, MP3, AA, TXT

### 2009

#### Kindle. Segona generació

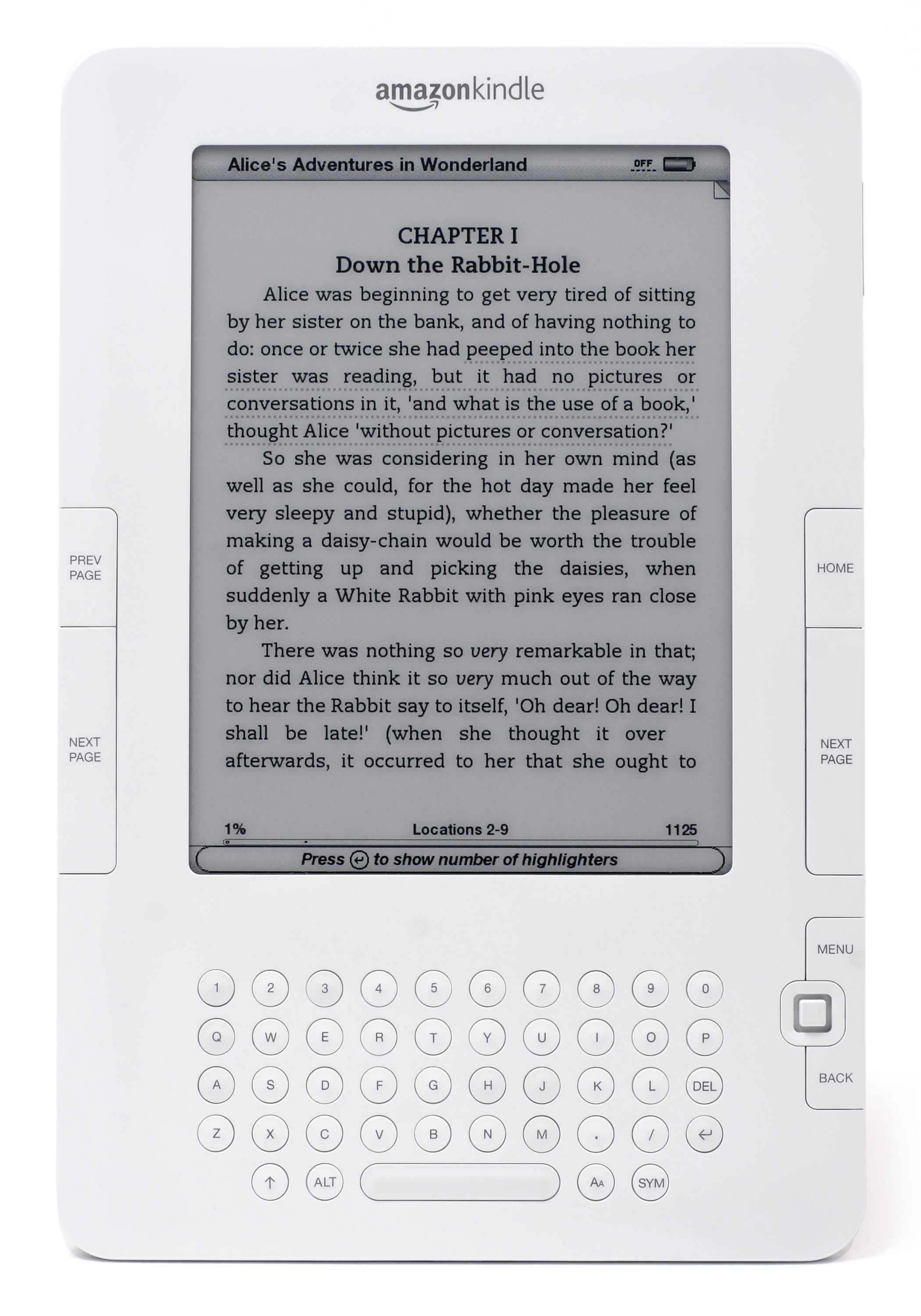
Kindle segona generació

- Data de llançament: 23 febrer 2009
- Pantalla: 6 "I-Ink Vizplex, 600 x 800 píxels. La tecnologia E Ink Vizplex que li proporciona 16 nivells de grisos.
- Mida: 20,3 × 13,5 × 0,9 centímetres
- Pes: Kindle 1: 289 grams
- Memòria interna: 2GB dels quals queden lliures per a emmagatzematge 1,4 GB. No té possibilitat d'expansió.
- CPU: XScale PXA250 a 400 MHz
- Connectivitat: USB, 3G i EVDO
- Formats suportats: AZW, TPZ, PRC, MOBI, TXT, MP3, AA, AAX, (PDF amb una actualització).

En aquesta segona generació es van incorporar la versió internacional del Kindle i el Kindle DX, amb les mateixes característiques però una pantalla de 9,7 "

#### Kindle Internacional. Segona generació
- Data de llançament: 19 octubre 2009
- Pantalla: 6 "I-Ink Vizplex, 600 x 800 píxels. La tecnologia E Ink Vizplex que li proporciona 16 nivells de grisos.
- Mida: 20,3 × 13,5 × 0,9 centímetres
- Pes: Kindle 1: 289 grams
- Memòria interna: 2GB dels quals queden lliures per a emmagatzematge 1,4 GB. No té possibilitat d'expansió.
- CPU: XScale PXA250 a 400 MHz
- Connectivitat: USB, 3G
- Formats suportats: AZW, TPZ, PRC, MOBI, TXT, MP3, AA, AAX, (PDF amb una actualització).

#### Kindle DX. Segona generació
- Data de llançament: 10 juny 2009
- Pantalla: 9,7 "E-Ink Vizplex, 1200 x 824 píxels. La tecnologia E Ink Vizplex que li proporciona 16 nivells de grisos.
- Mida: 264 × 183 × 10 mil·límetres
- Pes: Kindle 1: 536 grams
- Memòria interna: 4GB dels quals 3,3GB disponibles per a llibres.
- CPU: XScale PXA250 a 400 MHz
- Connectivitat: USB, 3G i EVDO
- Formats suportats: AZW, TPZ, PRC, MOBI, TXT, PDF, MP3, AA, AAX

### 2010

#### Kindle DX Internacional. Segona generació
- Data de llançament: 19 gener 2010
- Pantalla: 9,7 "E-Ink Vizplex, 1200 x 824 píxels. La tecnologia E Ink Vizplex que li proporciona 16 nivells de grisos.
- Mida: 264 × 183 × 10 mil·límetres
- Pes: 536 grams
- Memòria interna: 4GB dels quals 3,3GB disponibles per a llibres.
- CPU: XScale PXA250 a 400 MHz
- Connectivitat: USB, 3G
- Formats suportats: AZW, TPZ, PRC, MOBI, TXT, PDF, MP3, AA, AAX

#### Kindle. Tercera generació
- Data de llançament: 27 agost 2010
- Pantalla: 6 "I-Ink Vizplex, 600 x 800 píxels. La tecnologia E-Ink Vizplex que li proporciona 16 nivells de grisos.
- Mida: 190.5 × 121.9 × 08/05 mil·límetres
- Pes: 247 grams
- Memòria interna: 4GB dels quals 3,3GB disponibles per a llibres.
- Formats suportats: AZW, TPZ, PRC, MOBI, TXT, PDF, MP3, AA, AAX
- Connectivitat: USB, 3G, WIFI. Hi ha una versió sense 3G.

#### Kindle DX Graphite. Tercera generació
- Data de llançament: 28 juliol 2010
- Pantalla: 9,7 "E-Ink Pearl, 1200 x 824 píxels. La tecnologia E Ink Pearl té un 50% més de contrast, augmenta la velocitat de refresc en un 20% i disminueix el consum.
- Mida: 264 × 183 × 10 mil·límetres
- Pes: 536 grams
- Memòria interna: 4GB dels quals queden lliures per a emmagatzematge 3,3GB. No té possibilitat d'expansió.
- Connectivitat: USB, 3G
- Formats suportats: AZW, TPZ, PRC, MOBI, TXT, PDF, MP3, AA, AAX

### 2011

#### Kindle. Quarta generació
Amazon va anunciar una versió de preu reduït del Kindle el 28 de setembre de 2011; Disponible amb Wi-Fi, el dispositiu utilitza la mateixa pantalla de tinta electrònica de 6 polzades que el model previ de Kindle. La memòria és de 2 GB i el temps estimat de la bateria és d'1 mes, depenent del temps de lectura i de l'ús del Wi-Fi.
- Data de llançament: 28 de setembre de 2011
- Pantalla: 6 "I-Ink Vizplex, 600 x 800 píxels. La tecnologia E-Ink Vizplex que li proporciona 16 nivells de grisos.
- Mida: 165 × 114 × 9 mil·límetres
- Pes: 170 grams
- Memòria interna: 2GB dels quals 1,25 GB disponibles per a llibres.
- Formats suportats: AZW, TPZ, PRC, MOBI, TXT, PDF, MP3, AA, AAX
- Connectivitat: USB, 3G, WIFI. Hi ha una versió sense 3G.

## Dispositius amb pantalla LCD

### Kindle Fire
Amazon va anunciar el llançament d'una tauleta tàctil basada en Android amb pantalla tàctil a color el 28 de setembre 2011.

## Crear llibres per al Kindle
Amazon proveeix un servei de conversió a través del correu electrònic per a documents. Doc, txt i html. El procés consisteix a enviar el document per correu electrònic a Amazon, posteriorment ells el converteixen i envien a través de la xarxa mòbil al dispositiu Kindle.
Una altra possibilitat és generar llibres en format Mobipocket o AZW. Per això disposem de les següents eines:
- QualityEpub[Enllaç no actiu] - Programari gratuït per a Windows que permet crear un fitxer MOBI o AZW a partir de qualsevol document de Microsoft Word (DOC, RTF, HTML, TXT). En castellà.
- Amazon KindleGen - Programari gratuït per a Windows, Linux i Mac que permet crear un MOBI a partir d'un ePub o un OPF. Només línia d'ordres. En anglès.
- Mobipocket Creator - Programari gratuït per a Windows que permet crear un MOBI a partir d'un DOC. En anglès.
- Calibre (programari), programa informàtic de programari lliure i de codi obert per a llibres electrònics.